# Schlacht von Monmouth
Die Schlacht von Monmouth war eine Schlacht des Amerikanischen Unabhängigkeitskrieges, die am 28. Juni 1778 stattfand. Die amerikanische Kontinentalarmee unter George Washington griff die Nachhut der britischen Armee unter Sir Henry Clinton an, als diese gerade Monmouth Court House verließ (heute Freehold Borough, New Jersey).
Der amerikanische General Charles Lee führte den Angriff auf die Marschkolonne der Nachhut. Als er merkte, dass die Briten versuchten, in seine Flanke zu gelangen, befahl er den sofortigen Rückzug, der in einer unorganisierten Flucht endete. Washington übernahm selbst das Kommando und reorganisierte die Truppen. Danach positionierte er seine Artillerie auf dem Comb's Hill und führte zwei Gegenangriffe. An Washingtons Seite nahm auch der zum Generalinspekteur der Kontinentalarmee ernannte preußische Offizier Friedrich Wilhelm von Steuben an der Schlacht teil.
Nicht zuletzt wegen der herrschenden Hitze ebbte die Schlacht im Laufe des Tages immer mehr ab und gegen Abend zogen sich beide Seiten zurück. Die Schlacht war die letzte größere Begegnung auf dem nördlichen Kriegsschauplatz und die größte Ein-Tages-Schlacht des Krieges, gemessen an der Menge der beteiligten Soldaten. General Lee wurde später wegen seiner Aktionen vor ein Kriegsgericht gestellt.
Die Legende von Molly Pitcher (Maria Ludwig, 1754–1832) wird üblicherweise mit dieser Schlacht in Verbindung gebracht. Sie war eine Hausfrau, die zusammen mit ihrem Ehemann an der Schlacht teilnahm. Als der Ehemann verwundet wurde, übernahm sie seinen Platz an einer Kanone. Die Geschichte hat einen wahren Hintergrund, wurde im Laufe der Jahre aber immer mehr ausgeschmückt.
Jedes Jahr wird am letzten Juniwochenende im Monmouth Battlefield State Park in Freehold Township und Manalapan Township, New Jersey ein Reenactment der Schlacht aufgeführt.

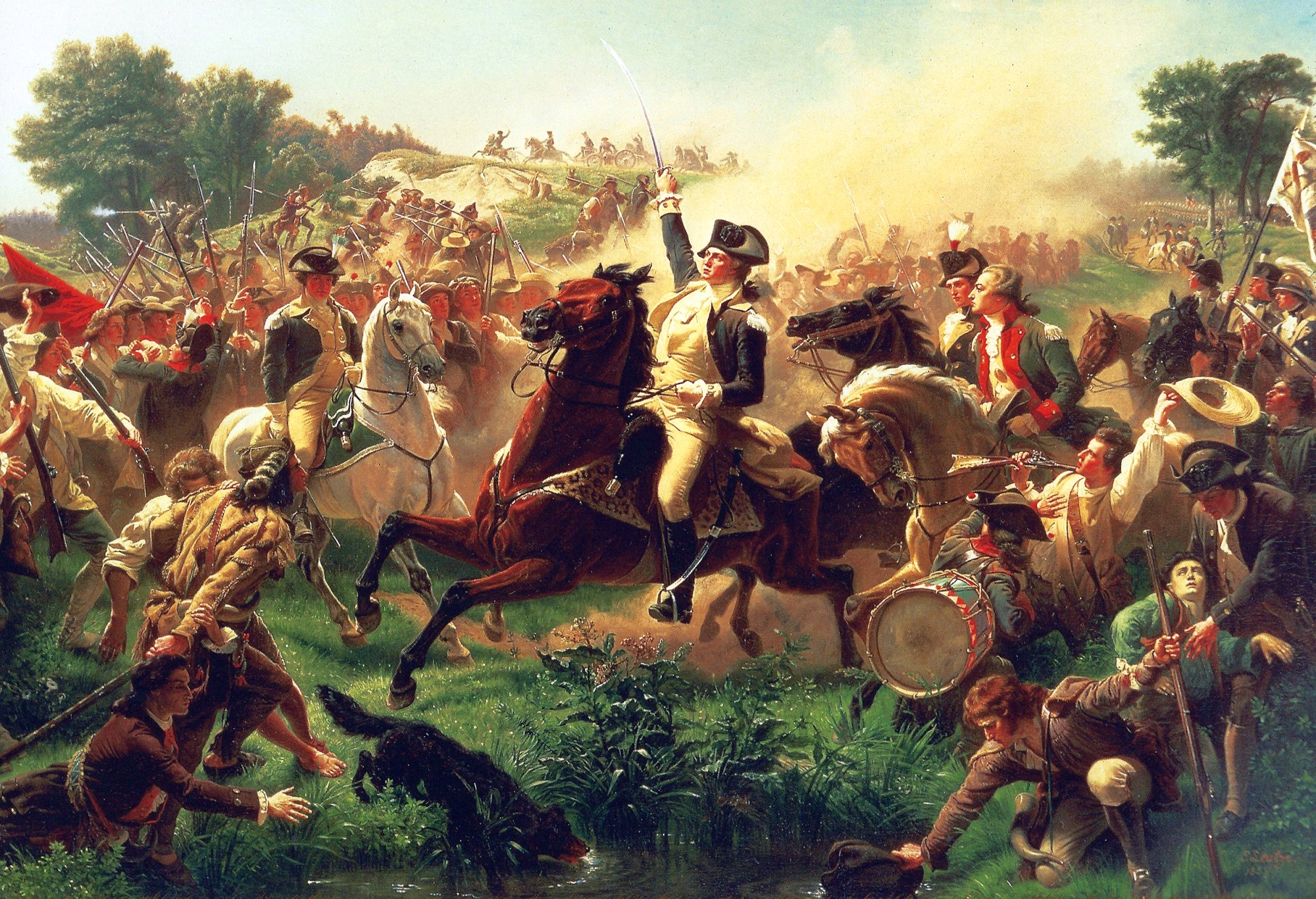
Die Schlacht von Monmouth, gemalt von Emanuel Gottlieb Leutze
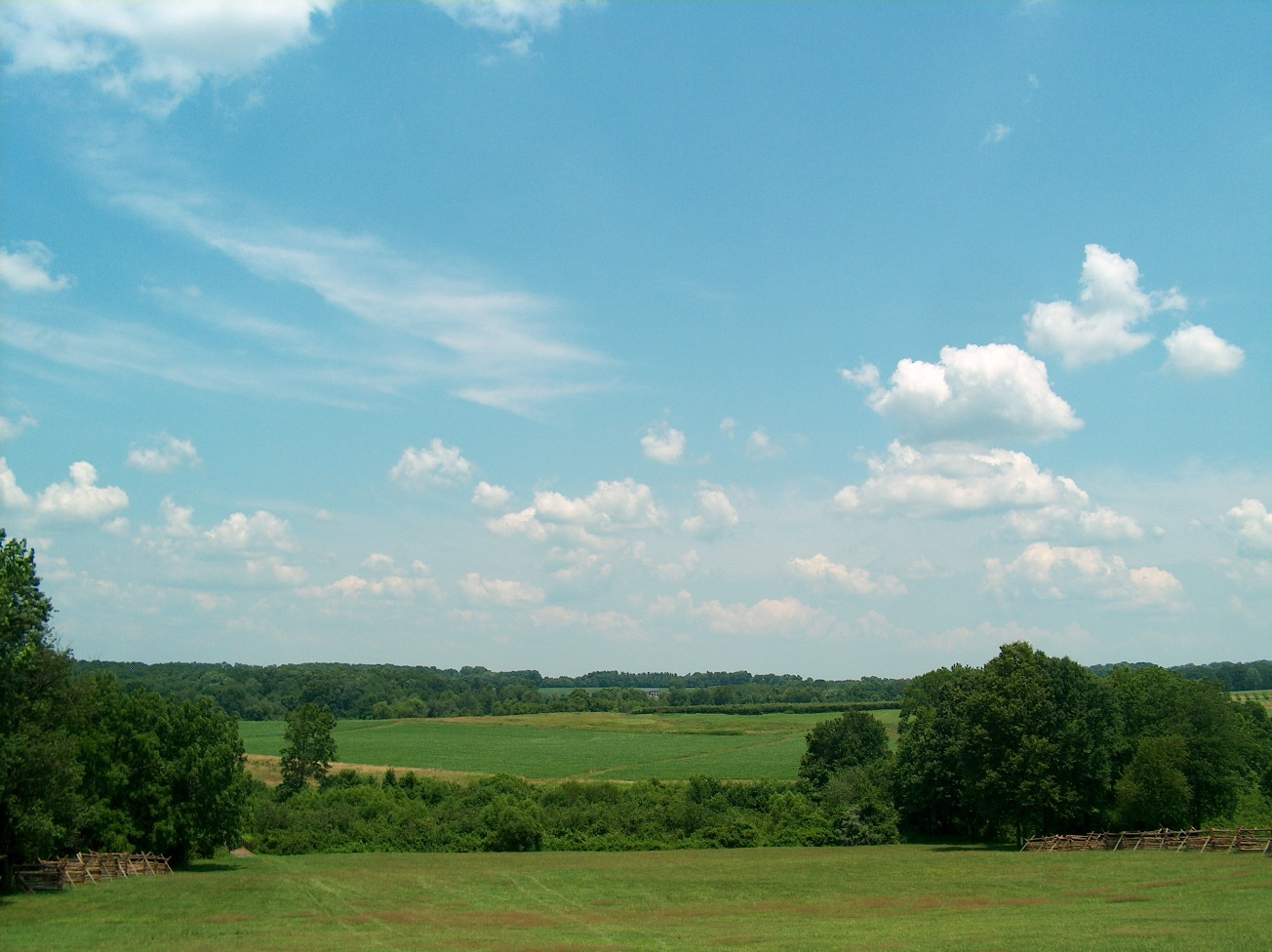
Das einstige Schlachtfeld von Monmouth heutzutage (Blick vom Comb's Hill)
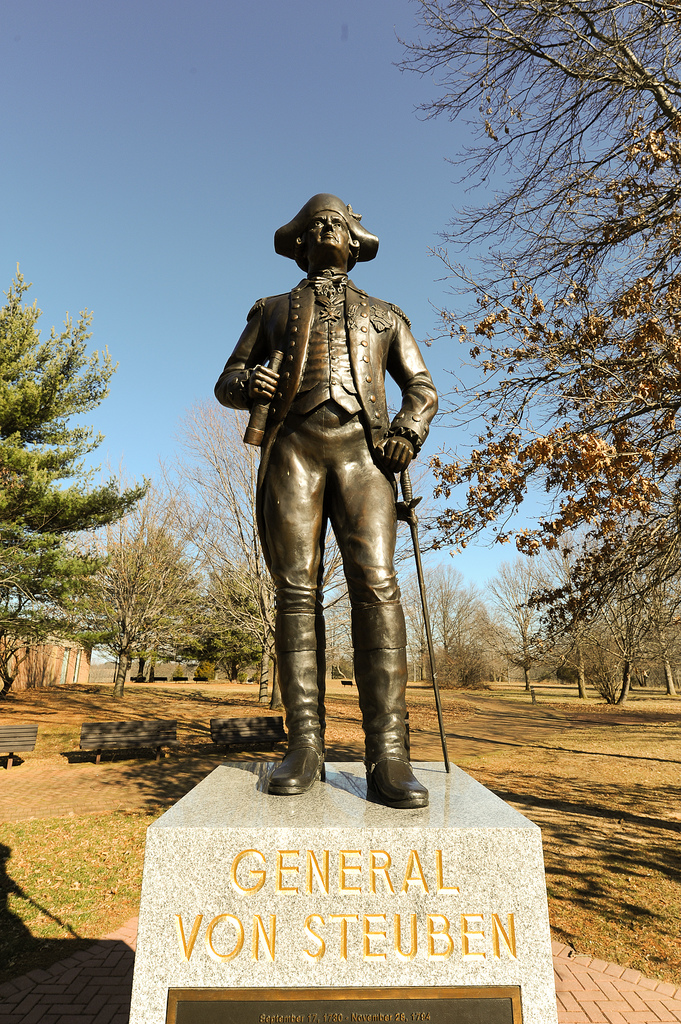
Steuben-Denkmal im Monmouth Battlefield State Park
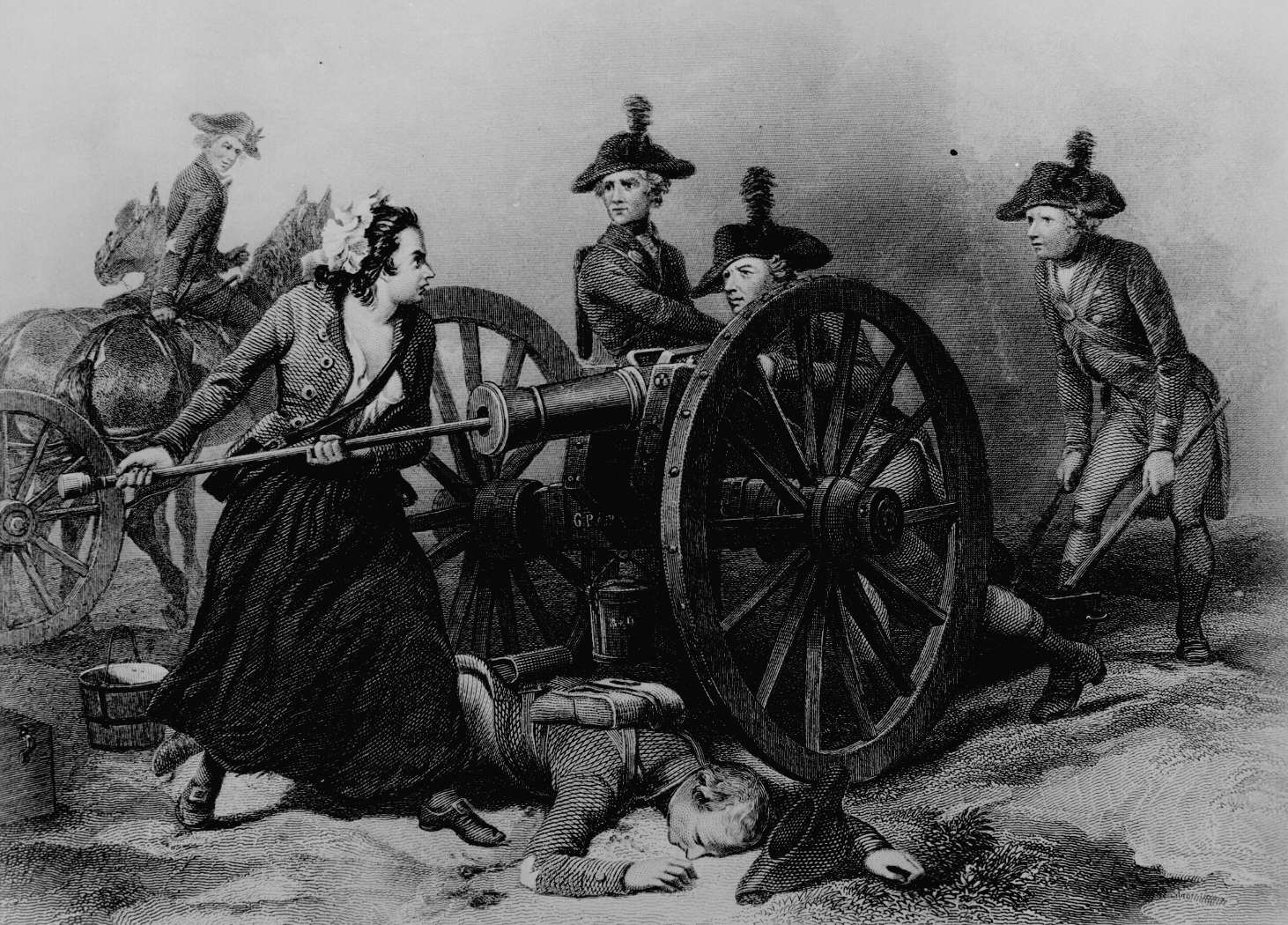
Die Legende von Molly Pitcher in einem Kupferstich von 1859